# Zwischen Autonomie und Angewiesenheit
Zwischen Autonomie und Angewiesenheit (offizieller Titel: „Zwischen Autonomie und Angewiesenheit – Familie als verlässliche Gemeinschaft stärken“), auch EKD-Familienschrift, EKD-Orientierungshilfe oder Leitbild von Ehe und Familie genannt, ist eine Orientierungshilfe des Rates der Evangelischen Kirche in Deutschland (EKD) zum Thema Familie.
In der Orientierungshilfe fordert die EKD, alle Formen von Familie  anzuerkennen und zu stärken. Die Orientierungshilfe schließt dabei auch Patchworkfamilien und homosexuelle Partnerschaften ein. Zudem soll das Papier Christen und Pfarrern der evangelischen Landeskirchen für die kirchliche Lehre und Praxis Hilfen geben. Die Orientierungshilfe wurde am 19. Juni 2013 vom EKD-Ratsvorsitzenden Nikolaus Schneider in Berlin im Rahmen einer Pressekonferenz vorgestellt. Die Autoren gehen davon aus, dass die traditionelle Ehe ihre Leitbildfunktion verloren habe. Leitbild sei nicht mehr die Institution, sondern die Art des Zusammenlebens. Kern der Orientierungshilfe ist der Gedanke, dass das Normative durch das Ideal ersetzt wird. Die evangelische Kirche sieht nun ihre Aufgabe primär darin, dafür Sorge zu tragen, dass sich Menschen dem Ideal der verlässlichen, fürsorglichen, gleichberechtigten und fairen Partnerschaft annäherten.
Auf anhaltende heftige Kritik reagierte der Rat der EKD mit der Einberufung einer Konferenz, um die Orientierungshilfe zu überarbeiten und weiteres Vorgehen zu beraten.

## Inhalt
Die Orientierungshilfe würdigt in ihrer Intention die Ehe im Allgemeinen.

„Die evangelische Kirche würdigt die Ehe als besondere Stütze und Hilfe, die sich auf Verlässlichkeit, wechselseitige Anerkennung und Liebe gründet. Gleichzeitig ist sie gehalten, andere an Gerechtigkeit orientierte Familienkonstellationen sowie das fürsorgliche Miteinander von Familien und Partnerschaften – selbst in ihrem Scheitern – zu stärken, aufzufangen und in den kirchlichen Segen einzuschließen.“

Die Verfasser vertreten die Ansicht, dass Familie in der Moderne nicht mehr ausschließlich aus Vater, Mutter und Kindern bestehe.

„Alle familiären Beziehungen, in denen sich Menschen in Freiheit und verlässlich aneinander binden, füreinander Verantwortung übernehmen und fürsorglich und respektvoll miteinander umgehen, müssen auf die Unterstützung der evangelischen Kirche bauen können.“

„Dabei hat unser Bild von Familie in den letzten Jahren eine Erweiterung erfahren: Familie – das sind nach wie vor Eltern (ein Elternteil oder zwei) mit ihren leiblichen, Adoptiv- oder Pflegekindern, vielleicht erweitert um die Großelterngeneration. Familie, das sind aber auch die so genannten Patchwork-Familien, die durch Scheidung und Wiederverheiratung entstehen, das kinderlose Paar mit der hochaltrigen, pflegebedürftigen Mutter und das gleichgeschlechtliche Paar mit den Kindern aus einer ersten Beziehung.“

Aus der theologischen Sicht der Autoren sind gleichgeschlechtliche Partnerschaften der traditionellen christlichen Ehe gleichwertig.

„Durch das biblische Zeugnis hindurch klingt als »Grundton« vor allem der Ruf nach einem verlässlichen, liebevollen und verantwortlichen Miteinander, nach einer Treue, die der Treue Gottes entspricht. Liest man die Bibel von dieser Grundüberzeugung her, dann sind gleichgeschlechtliche Partnerschaften, in denen sich Menschen zu einem verbindlichen und verantwortlichen Miteinander verpflichten, auch in theologischer Sicht als gleichwertig anzuerkennen. Nutzen homosexuelle Menschen heute die rechtliche Möglichkeit der eingetragenen Partnerschaft, dann erklären sie, wie heterosexuelle Menschen, bei der Eheschließung öffentlich ihren Willen, sich dauerhaft aneinander zu binden und füreinander Verantwortung zu tragen.“

Zudem appellieren die Verfasser an das Treuegelübde, welches sich das Brautpaar durch die Trauliturgie auferlegt.

„»Was nun Gott zusammengefügt hat, das soll der Mensch nicht scheiden«: Mit der Agende erinnert die Kirche in jedem Traugottesdienst an das große Glück, einen Partner oder eine Partnerin fürs Leben zu finden und gemeinsam eine Familie zu gründen, und an die Bedeutung von Treue, Geduld und Vergebungsbereitschaft für die Liebe. Füreinander geschaffen zu sein und »auf ewig« zueinander zu gehören, das entspricht dem Lebensgefühl der Paare bei ihrer Hochzeit; gegen alle Erfahrung zerbrechender Beziehungen, von Kinderlosigkeit und Auseinanderleben sind die Worte der Trauagende wie ein Schutzwall für Treue und Beständigkeit.“

Zudem fordern die Autoren zu einem Umdenken über das bislang vorherrschende Familienbild auf.

„Angesichts des tiefgreifenden sozialen und kulturellen Wandels ist auch die Kirche aufgefordert, Familie neu zu denken und die neue Vielfalt von privaten Lebensformen unvoreingenommen anzuerkennen und zu unterstützen.“

## Entstehung
Eine Kommission, bestehend aus 14 Mitgliedern (10 Frauen, 4 Männer), verfasste die Orientierungshilfe. Vorsitzende ist die frühere Bundesfamilienministerin Christine Bergmann (SPD). Zu dem Gremium gehören Ute Gerhard (Frankfurt am Main), die EKD-Oberkirchenrätinnen Kristin Bergmann und Cornelia Coenen-Marx (beide Hannover), Regionalbischöfin Susanne Breit-Keßler (München), Kerstin Feldhoff (Münster), Kirchenpräsident Volker Jung (Darmstadt), Diakoniedirektorin Susanne Kahl-Passoth (Berlin), der Vorsitzende der Evangelischen Arbeitsgemeinschaft für Altenarbeit Jens-Peter Kruse (Hannover), die Theologieprofessorin Stefanie Schardien (Hildesheim), Rechtsanwalt Bernd Schlüter (Berlin), die Geschäftsführerin der Evangelischen Aktionsgemeinschaft für Familienfragen, Insa Schöningh (Berlin), die Professorin für Gendersensible Soziale Arbeit, Barbara Thiessen (Landshut) und der Diplom-Sozialwissenschaftler Rainer Volz (Düsseldorf).

## Reaktionen
Die Veröffentlichung der Orientierungshilfe führte zu einer Diskussion innerhalb der evangelischen Landeskirchen, freikirchlicher und evangelikaler Organisationen, der römisch-katholischen Kirche sowie den Medien, über die theologischen Standpunkte der Schrift und somit der EKD.

### Protestantismus
Der Vorsitzende des größten evangelischen Verbandes von Landeskirchlichen Gemeinschaften, des als evangelikal geltenden Evangelischen Gnadauer Gemeinschaftsverbandes, Michael Diener, sieht in der Orientierungshilfe eine auffällige Abwertung des sogenannten „bürgerlichen Ehe- und Familienverständnisses“ als auch eine Absage an jedes „normative Verständnis der Ehe als göttliche Stiftung“ oder „natürliche Schöpfungsordnung“. Diener sieht in dem Papier eine reine Anpassung an gesellschaftliche Entwicklungen. So würden die Hinweise auf „Patchwork-Konstellationen“ bei Abraham, Sarah und Hagar oder auf zusammenlebende Geschwister wie Maria und Martha als eine familiale Vielfalt in der biblischen Überlieferung gegen ein singuläres Verständnis von „Ehe“ als verantwortliche und dauerhafte Verbindung von Mann und Frau gestellt. Aus der schöpfungsgemäßen Polarität von Mann und Frau werde die allgemeine „Angewiesenheit auf ein Gegenüber“. Biblische Stellen, welche die Orientierungshilfe als „zärtlichen Beziehungen zwischen Männern“ anführe, dienten ohne Textbeleg zur Relativierung der biblischen Aussagen über praktizierte Homosexualität als Sünde. Diener wirft der Kommission „hermeneutische und theologische Einseitigkeit“ vor, da in der gesamten biblischen Überlieferung die Polarität der Beziehung von Mann und Frau als schöpfungsgemäß und konstitutiv betrachtet werde.
Der sächsische Landesbischof und stellvertretende EKD-Ratsvorsitzende Jochen Bohl bemerkte zu dem Kurswechsel der EKD, dass es sehr wohl gleichgeschlechtliche Partnerschaften gebe, in denen Menschen verlässlich und verbindlich füreinander einstünden, was uneingeschränkten Respekt verdiene. Er betonte jedoch den Leitbildcharakter der Ehe, in der er die grundlegende und exemplarische Form des Zusammenlebens von Mann und Frau gemäß dem Willen Gottes sehe.
Bischof Markus Dröge begrüßte die Orientierungshilfe der EKD, bemängelte jedoch die fehlende theologische Klarheit. Das Papier würde mehr beschreiben als bestimmen, mehr erzählen als positionieren, mehr Fragen aufwerfen als Antworten liefern. Als ungeeignet wertete er die Bibelstellen, die von „zärtlichen Beziehungen zwischen Männern“ sprächen, um diese als Gegengewicht gegen die Bibelstellen zu stellen, die Homosexualität als Sünde bezeichneten. Die Kritik an Homosexualität in der Bibel sei die Kritik am Missbrauch von Lustknaben. Paulus habe die heute in gegenseitiger Verantwortung gelebten Lebensgemeinschaften nicht im Blick gehabt.
Ralf Meister, Landesbischof der Hannoverschen Kirche, hat das Positionspapier der EKD zur Familie verteidigt und als Wortmeldung im protestantisch-freiheitlichen Geist gewürdigt, welche die Ehe als zentrale Rolle im Familienbild in der Gesellschaft stärke. Aus der Bibel könne man nicht die traditionelle Rollenverteilung zwischen Mann und Frau herleiten, welche für Jahrhunderte die Ehe und das Familienbild geprägt habe.
Der Ratsvorsitzende der EKD, Nikolaus Schneider, wehrte sich gegen Kritik an dem Positionspapier zur Familienpolitik und sagte, es gebe weder einen Kurswechsel, noch verabschiede sich die EKD vom Ideal der auf Dauer angelegten Ehe. Allerdings solle künftig nicht mehr der Status einer Beziehung zählen, sondern deren Qualität.
Schneider sprach im Zusammenhang der Orientierungshilfe von einem dringend nötigen Perspektivenwechsel. Die evangelische Kirche könne und dürfe sich nicht vor der gesellschaftlichen Realität verschließen. Schneider vertrat die Auffassung, dass aus der Bibel und der evangelischen Theologie weder ein enges Verständnis der Ehe als „göttliche Stiftung“, noch eine traditionelle Rollenverteilung zwischen Mann und Frau herleitbar seien. 
Der Landesbischof der württembergischen Landeskirche, Frank Otfried July, sieht in der Orientierungshilfe ein bemerkenswertes Dokument. So zeichne man kein idealtypisches Kunstbild, sondern liefere eine detaillierte Beschreibung von Lebenssituationen und Lebensverhältnissen. Er bemängelte, dass der institutionelle Charakter der Ehe lautlos aufgegeben worden sei. Die sogenannte klassische Familie sieht July zu wenig geachtet, zudem fühlten sich viele Christen seiner Landeskirche durch das EKD-Papier desorientiert. Seiner Meinung nach sei ein Prozess, der Konsultationen in den Landeskirchen, Synoden und den Kirchengemeinderäten mit einbeziehe besser dazu geeignet, um eine weithin getragene Orientierung zu erreichen.
Der Vorsitzende der württembergischen „Christus-Bewegung Lebendige Gemeinde“, Ralf Albrecht, sieht in der Orientierungshilfe eine Abwertung von Ehe und Familie. Der bayerische Landesbischof Heinrich Bedford-Strohm bewertet die neue Orientierungshilfe positiv, es bestehe eine unbegründete Angst, dass die Ehe entwertet werde. Vielmehr sollen die ethischen Standards, die der Ehe ihre bleibende Bedeutung als Leitbild geben, als Orientierung für alle Lebensformen gelten. Darin liege das Anliegen der EKD-Orientierungshilfe. Wenn etwa Menschen in gleichgeschlechtlichen Lebenspartnerschaften sich gegenseitig Liebe und Treue versprächen, könne dies aus der Sicht christlicher Ethik doch nur erfreuen.
Ulrich Fischer, Landesbischof der Evangelischen Landeskirche in Baden, verteidigt die Orientierungshilfe und sieht darin eine „riesige Werbung dafür, Mut zu haben zur Familie, Kinder zu bekommen, Familie zu gründen und Verantwortung zu übernehmen“. Eine Schwächung der Familie, oder eine Vergleichgültigung der Ehe könne er in dem Papier nicht erkennen. Die Orientierungshilfe trage Rechnung, dass sich Familie in seiner sozialen Gestalt geändert habe. Dementsprechend dürfe sich auch eine evangelische Ethik nicht nur auf ein Ideal von Ehe und Familie der 1950er und 1960er Jahre festlegen. Der bürgerlichen Ehe stünden andere Formen familiären Zusammenlebens gegenüber.
Der damalige Vorsitzende der „Christus-Bewegung Baden“, Pfarrer Hermann Traub, sieht in dem EKD-Papier eine Aushöhlung des im Grundgesetz vorgesehenen Schutzes von Ehe und Familie. Auch Tabea Dölker, württembergisches EKD-Ratsmitglied, hatte sich von der Orientierungshilfe distanziert.
Der Bischof der Selbständigen Evangelisch-Lutherischen Kirche (SELK), Hans-Jörg Voigt (Hannover), hat mit einem Hirtenwort auf die Orientierungshilfe des Rates der EKD zur Familie reagiert. Laut Voigt hat Verunsicherung nun auch „den inneren Bereich der Kirchen erreicht“. Er ermutigt besonders junge Menschen, „sich auf eine Eheschließung und auf die Gründung einer Familie mit Kindern einzulassen“. Voigt betont, dass die Ehe nach lutherischem Verständnis unauflöslich sei. Jesus selbst habe dies bekräftigt. Hinter diesen biblischen Anspruch könne die Kirche nicht zurück, wenngleich Situationen möglich seien, in denen eine Scheidung das „geringere Übel“ sei. Kirche könne keine gleichgeschlechtlichen Paare segnen. Dass sie homosexuell empfindenden Menschen respekt- und liebevoll begegne und zudem gegen ihre Diskriminierung auftrete, sei „Frucht und Folge gewinnender Liebe Christi, die allen Menschen gilt“.
Laut Wolfgang Huber, dem ehemaligen Ratsvorsitzenden der EKD, könne die Orientierungshilfe keinen Alleinvertretungsanspruch innerhalb des evangelischen Verständnisses geltend machen.

### Ökumene
Der Vatikan-Berater Wilhelm Imkamp sieht die Orientierungshilfe „ganz auf Linie Luthers“, bewerte sie doch die Ehe im Sinne Luthers als rein „weltlich Ding“ und nicht als Sakrament.
Der katholische Ruhrbischof Franz-Josef Overbeck sieht in der Orientierungshilfe eine Gefahr für die Ökumene. Seiner Meinung nach sei ein ökumenischer Graben geöffnet worden. Auch die Übereinstimmung der evangelischen und katholischen Kirche in vielen ethischen Fragen sei Geschichte. Im Blick auf Abtreibung, Ehe- und Familienverständnis vertrete man unterschiedliche Standpunkte, jedoch in einer „Welt zunehmender Gottesferne“ sei ein gemeinsames ökumenisches Zeugnis wichtig.
Der Regensburger Bischof Rudolf Voderholzer sieht durch die Orientierungshilfe die besondere Schutzwürdigkeit von Ehe und Familie in Frage gestellt. Der Kurswechsel der EKD stelle eine Gefahr für die Ökumene dar, da sich die evangelische Kirche von der biblischen Sicht von Mann und Frau abkehre.
Der damalige katholische Bischof von Limburg und Vorsitzende der Familienkommission der Deutschen Bischofskonferenz, Franz-Peter Tebartz-van Elst, kritisierte die Orientierungshilfe der EKD und drückte die Besorgnis der deutschen Bischöfe darüber aus, wie die EKD zu einer Relativierung der lebenslang in Treue gelebten Ehe beitrage. Christlich gelebte Ehe und Familie würden immer mehr zu einem kontrastierenden Lebensentwurf.

### Politik
Der Landesvorsitzende des Evangelischen Arbeitskreises der CSU, Christian Schmidt, sieht in der Orientierungshilfe eine Anpassung an den Zeitgeist, die sich von der Theologie Martin Luthers weit entfernt habe.
Christian Meißner, der Bundesgeschäftsführer des Evangelischen Arbeitskreises (EAK) von CDU/CSU wandte sich gegen eine Relativierung der Ehe. Aus Sicht der Union sei die lebenslange Ehe von Mann und Frau als Gabe Gottes zu verstehen, was man deutlich machen müsse. Der Ehe gebühre, bei aller Achtung gegenüber anderen Familien- und Lebensformen, ein Vorrang.
Der Vizepräses der EKD-Synode, der ehemalige bayerische Ministerpräsident Günther Beckstein (CSU), hält es für problematisch, dass in der Orientierungshilfe die Bedeutung einer Institution wie die Ehe vernachlässigt werde. Es reiche nicht aus, sie nur über inhaltliche Aspekte zu definieren. Außerdem sei die theologische Begründung für die lebenslange Ehe „sehr dürftig“.

## Weiterarbeit
Am 28. September 2013 fand in der französischen Friedrichstadtkirche zu Berlin ein theologisches Symposium des Rates der EKD statt. Diese Tagung galt der Reflexion der breit diskutierten und teils heftig kritisierten Orientierungshilfe „Zwischen Autonomie und Angewiesenheit – Familie als verlässliche Gemeinschaft stärken“. Nach einer Einführung durch den Vorsitzenden des Rates der Ev. Kirche in Deutschland (EKD) Nikolaus Schneider folgte "Eine kritische Stellungnahme in konstruktiver Absicht" Professor Wilfried Härle (Universität Heidelberg) sowie weitere Stellungnahmen durch Professor Klaus Tanner (Universität Heidelberg) und Professor Friedrich Wilhelm Horn (Universität Mainz). Außerdem referierte Professorin Christine Gerber (Universität Hamburg) zu der Frage "Wie wird Ehe- und Familienethik „schriftgemäß“?" (Arbeitstitel: Eine Zustimmung zur Orientierungshilfe).
Zu Jahresbeginn 2014 wurde die Ad-hoc-Kommission zur Sexualethik aufgefordert, ihre Arbeit zunächst einzustellen. Der Rat der EKD begründete seine Entscheidung damit, dass die Ergebnisse der Kommissionsarbeit in der laufenden Amtsperiode nicht mehr abschließend zu behandeln wären.